# Чалдонка
Чалдо́нка (рос. Чалдонка) — село у складі Могочинського району Забайкальського краю, Росія. Входить до складу Могочинського міського поселення.

## Населення
Населення — 284 особи (2010; 345 у 2002).
Національний склад (станом на 2002 рік):
- росіяни — 98 %